# Osceola Apartment Hotel
El Osceola Apartment Hotel  es un hotel histórico ubicado en Miami Springs, Florida. El Osceola Apartment Hotel se encuentra inscrito  en el Registro Nacional de Lugares Históricos desde el 1 de noviembre de 1985.  

## Ubicación
El Osceola Apartment Hotel se encuentra dentro del condado de Miami-Dade en las coordenadas 25°49′08″N 80°17′08″O / 25.818889, -80.285556.